# Dimos Pylos-Nestoras
Dimos Pylos-Nestoras (Pylos-Nestoras) är en kommun i Grekland.   Den ligger i prefekturen Messenien och regionen Peloponnesos, i den södra delen av landet, 210 km sydväst om huvudstaden Aten. Antalet invånare är 21 172.